# Enrique Cuenca
Enrique Cuenca Márquez (Ciudad de México, 2 de octubre de 1940- Ciudad de México, 29 de diciembre de 2000) fue un actor y comediante mexicano.

## Biografía y carrera
Junto a Eduardo Manzano, formó el dúo cómico de Los Polivoces. Ambos se presentaron por primera vez en 1959, durante un concurso para imitadores del canal 4. Juntos incursionaron en cine y televisión.  

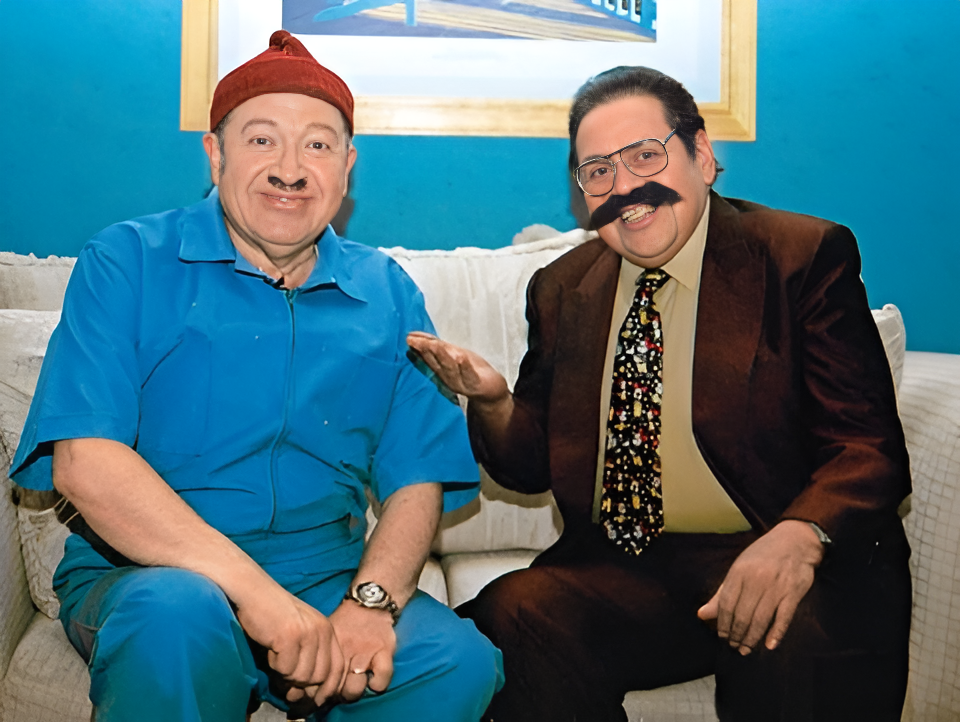
Cuenca junto a Eduardo Manzano, en 1999.

Tras la disolución del dúo en la década de los setenta, continuó con su carrera como comediante en solitario; lo que lo llevó a crear su propio programa, titulado Enrique, el Polivoz.

### Muerte
El 29 de diciembre de 2000, Cuenca falleció en Ciudad de México, a los 60 años de edad debido a complicaciones relacionadas con insuficiencia renal.
Poco tiempo antes de su muerte, se reencontró con su compañero Eduardo Manzano y volvieron a realizar espectáculos juntos además de una campaña publicitaria para una cadena de muebles. Este reencuentro duró poco debido a las complicaciones de salud de Enrique Cuenca.

## Filmografía
- 1999 Reclusorio III
- 1997 Reclusorio ... Norteño (segmento 'El policía encajuelado")
- 1995 A toda risa.
- 1991 La vengadora 2
- 1991 Lola la Trailera 3- El gran reto .
- 1989 Las novias del lechero
- 1988 Los Polivoces 88
- 1988 Memorias de un mojado
- 1984 Escuela de placer
- 1982 Vividores de mujeres ... Pocaluz (como Enrique Cuenca Polivoz)
- 1981 La casa prohibida
- 1981 La pulquería
- 1981 ...Y hacemos de... tocho morocho
- 1979 Muñecas de medianoche
- 1979 Esa mi Raza!
- 1978 Tarjeta verde
- 1977 Somos del otro Laredo ... Speedy Cuenca
- 1976 Enrique Polivoz (serie de TV) ... Varios
- 1973 Entre pobretones y ricachones ... El Mostachon / Don Chupe
- 1972 Hijazo de mi vidaza ... Doña Naborita / Varios Personajes
- 1971 Los Polivoces/El Show de Los Polivoces ... Varios Personajes
- 1970 ¡Ahí madre! ... Doña Naborita (como Los Polivoces)
- 1969 El aviso inoportuno ... Enrique
- 1967 Tres mil kilómetros de amor ... Randolfo (como Eduardo y Enrique, Los Polivoces)
- 1964 Agarrando parejo (como Los Polivoces)
- 1962 La farmacia de Televicuento (serie de televisión)
- 1962 Sonrisas Colgate (serie de televisión)
- 1961 Tiempos y contrastes (serie de TV)
- 1959 La Hora del Imitador ... Participante